# Suzane Pires
Suzane Pires Cardozo, nata Suzane Lira Pires e nota principalmente come Suzane (San Paolo, 17 agosto 1992), è una calciatrice portoghese, attaccante della Ferroviária e della nazionale portoghese.

## Carriera

### Club
Nata a San Paolo, in Brasile, dove cresce con i genitori, Pires inizia l'attività sportiva giocando con successo nel calcio a 5 prima di trasferirsi in Germania con la sua famiglia nella zona di Stoccarda nel 2007. Lì ha giocato per le squadre giovanili del Vaihingen e del Sindelfingen prima di trasferirsi al Möhringen, squadra del campionato distrettuale, con la quale è stata promossa in Regionalliga.
Nel 2010, dopo essersi diplomata alla Stuttgart International School, decide di approfondire gli studi negli Stati Uniti d'America, iscrivendosi alla Southern Connecticut State University di New Haven e continuando l'attività nella squadra di calcio femminile universitario dell'ateneo, le Southern Connecticut Owls, giocando nella Division II della National Collegiate Athletic Association (NCAA) fino al 2013. All'inizio del 2014 viene draftata per la  squadra riserve dei Boston Breakers, con la quale matura 11 presenze, siglando 6 reti e fornendo 5 assist. Grazie a queste prestazioni, è stata nominata nella prima squadra dei Breakers per la stagione 2015, debuttando in National Women's Soccer League già alla 1ª giornata di campionato, nella partita persa 4-1 in trasferta con il Portland Thorns l'11 aprile 2015.
All'inizio del 2016 Pires decide di accettare una proposta dal suo paese d'origine, firmando un accordo con il Santos, squadra di prima divisione brasiliana.

## Palmarès
- Campionato brasiliano: 1

Santos: 2017